# Nototheniidae
Los nototénidos (Nototheniidae), conocidos  vulgarmente como nototenias, son una familia de peces Perciformes que incluye unas 50 especies en 12 géneros. Es la familia de peces más abundante en aguas de la Antártida, pero a su vez, la que se encuentra bajo mayor presión, a causa de la pesca comercial.

## Distribución
La mayoría habita el océano Antártico y las zonas aledañas del Atlántico y el Pacífico.

## Adaptaciones
Para convertirse en el taxón de peces dominánte de la Antártida, han desarrollado varias adaptaciones que les permiten sobrevivir a temperaturas cercanas a los 0º. Poseen una cantidad de eritrocitos baja y una concentración disminuida de hemoglobina, con respecto a los peces de aguas más cálidas, esto, mediado por la necesidad de mantener una viscosidad sanguínea baja, la cual aumenta a bajas temperaturas. También al carecer de vejiga natatoria, poseen flotabilidad neutral, lo cual disminuye el gasto de energía en los desplazamientos; esto se asocia a otras características, como la pérdida de densidad ósea y sustitución por cartílago, la acumulación de grasa y de tejido gelatinoso, rico en agua, bajo la piel. Adicionalmente, evitan el congelamiento de la sangre y los tejidos por medio de proteínas naturales anticongelantes.

## Clasificación
- Género Aethotaxis
  - Aethotaxis mitopteryx
- Género Cryothenia
  - Cryothenia amphitreta
  - Cryothenia peninsulae
- Género Dissostichus
  - Dissostichus eleginoides
  - Dissostichus mawsoni
- Género Gobionotothen
  - Gobionotothen acuta
  - Gobionotothen barsukovi
  - Gobionotothen gibberifrons
  - Gobionotothen marionensis
- Género Gvozdarus
  - Gvozdarus svetovidovi
- Género Lepidonotothen
  - Lepidonotothen kempi
  - Lepidonotothen larseni
  - Lepidonotothen macrophthalma
  - Lepidonotothen mizops
  - Lepidonotothen nudifrons
  - Lepidonotothen squamifrons
- Género Notothenia
  - Notothenia angustata
  - Notothenia coriiceps
  - Notothenia cyanobrancha
  - Notothenia microlepidota
  - Notothenia neglecta
  - Notothenia rossii
  - Notothenia trigramma
- Género Pagothenia
  - Pagothenia borchgrevinki
  - Pagothenia brachysoma
- Género Paranotothenia
  - Paranotothenia dewitti
  - Paranotothenia magellanica (Forster, 1801)
- Género Patagonotothen (todos no Antárticos)
  - Patagonotothen brevicauda
  - Patagonotothen canina
  - Patagonotothen cornucola
  - Patagonotothen elegans
  - Patagonotothen guntheri
  - Patagonotothen jordani
  - Patagonotothen kreffti
  - Patagonotothen longipes
  - Patagonotothen ramsayi
  - Patagonotothen sima
  - Patagonotothen squamiceps
  - Patagonotothen tessellata
  - Patagonotothen thompsoni
  - Patagonotothen wiltoni
- Género Pleuragramma
  - Pleuragramma antarcticum
- Género Trematomus
  - Trematomus bernacchii
  - Trematomus eulepidotus
  - Trematomus hansoni
  - Trematomus lepidorhinus
  - Trematomus loennbergii
  - Trematomus newnesi
  - Trematomus nicolai
  - Trematomus pennellii
  - Trematomus scotti
  - Trematomus tokarevi
  - Trematomus vicarius